# À chaque stencil une révolution
À chaque stencil une révolution és una obra d'art de Latifa Echakhch, que actualment forma part de la col·lecció permanent del MACBA.

## Descripció

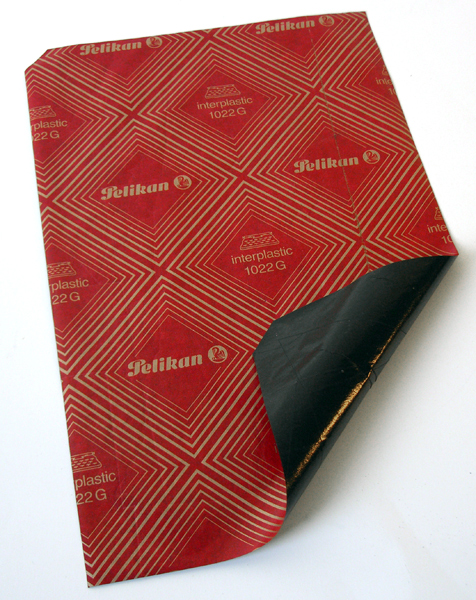
Un full de paper de carbó

À chaque stencil une révolution és una instal·lació de grans dimensions en què Latifa Echakhch evoca l'esperit revolucionari que es va viure a Europa i als Estats Units en els seixanta. El títol de l'obra reprodueix una frase de Iàsser Arafat (1929-2004), el primer president de l'Autoritat Nacional Palestina, que fa referència a les vagues del maig francès i a les protestes als Estats Units contra la guerra del Vietnam. En aquells anys, el paper de carbó i les màquines estergidores (les stencil) s'utilitzaven per imprimir i reproduir octavetes i missatges revolucionaris. Amb el temps, les tècniques d'impressió com la fotocopiadora i els mitjans digitals les van fer obsoletes.
Echakhch ha folrat les parets de la seva instal·lació amb nombrosos fulls de paper de carbó de color blau fosc que no duen cap missatge escrit. Després, els ha ruixat amb alcohol que ha regalimat i ha tacat de tinta blava el terra i ha originat variacions en la textura del paper carbó. Deixant de banda que l'element performatiu del seu gest i el color blau al·ludeixen al treball d'Yves Klein, l'obra s'erigeix com un subtil monument a les revolucions socials del passat recent, alhora que obre una crítica al poder revolucionari actual.
L'obra reflecteix a la perfecció l'element crític i poètic de les obres d'aquesta artista nascuda al Marroc i que es va formar a França. Latifa Echakhch acostuma a utilitzar símbols nacionals i objectes i elements de la vida quotidiana sense valor artístic que, fora de context, adquireixen un poder crític insòlit. A través d'un nou ús d'objectes en aparença banals i ordinaris, l'artista ens revela els codis socials i nacionals que s'hi amaguen. Així, catifes de pregària, tasses de te, sucres, papers oficials d'immigració, sobres de carta i fulls ciclostilats simbolitzen la repercussió de les polítiques postcolonials en la vida i la identitat de les persones.